# La Turballe
La Turballe är en kommun i departementet Loire-Atlantique i regionen Pays de la Loire i nordvästra Frankrike. Kommunen ligger i kantonen Guérande som tillhör arrondissementet Saint-Nazaire. År 2022 hade La Turballe 4 862 invånare.

## Befolkningsutveckling
Antalet invånare i kommunen La Turballe
| Referens: INSEE |